# Dicyclocoryne filamentata
Dicyclocoryne filamentata är en nässeldjursart som först beskrevs av Annandale 1905.  Dicyclocoryne filamentata ingår i släktet Dicyclocoryne och familjen Corynidae. Inga underarter finns listade i Catalogue of Life.